# Ксаверинув (Мазовецьке воєводство)
Ксаверинув (пол. Ksawerynów) — село в Польщі, у гміні Ласкажев Ґарволінського повіту Мазовецького воєводства.
Населення — 154 особи (2011).
У 1975—1998 роках село належало до Седлецького воєводства.

## Демографія
Демографічна структура станом на 31 березня 2011 року:
|          | Загалом | Допрацездатний вік | Працездатний вік | Постпрацездатний вік |
| -------- | ------- | ------------------ | ---------------- | -------------------- |
| Чоловіки | 70      | 25                 | 42               | 3                    |
| Жінки    | 84      | 29                 | 45               | 10                   |
| Разом    | 154     | 54                 | 87               | 13                   |